# Мулимьїнське сільське поселення
Мули́мьїнське сільське поселення (рос. Мулымьинское сельское поселение) — сільське поселення у складі Кондінського району Ханти-Мансійського автономного округу Тюменської області Росії.
Адміністративний центр — селище Мулимья.
Населення сільського поселення становить 2260 осіб (2017; 2884 у 2010, 3147 у 2002).
Станом на 2002 рік існувала Шаїмська сільська рада з центром у селі Чантир'я, присілок Уш'я перебував у складі Урайської міської ради.

## Склад
До складу сільського поселення входять:
| Населений пункт  | Населення, осіб (2002) | Населення, осіб (2010) |
| ---------------- | ---------------------- | ---------------------- |
| Мулимья, селище  | 1145                   | 1157                   |
| Назарово, селище | 609                    | 480                    |
| Супра, присілок  | 32                     | 9                      |
| Уш'я, присілок   | 713                    | 623                    |
| Чантир'я, село   | 589                    | 566                    |
| Шаїм, село       | 59                     | 49                     |